# Kitagata
Kitagata (japanska: 北方町?, Kitagata-chō) är en landskommun (köping) i Gifu prefektur i Japan. 